# Бад Лангензалца
Бад Лангензалца (на немски: Bad Langensalza) е курортен град в Тюрингия, Германия, със 17 521 жители (31 декември 2014).